# Secret Intelligence Service

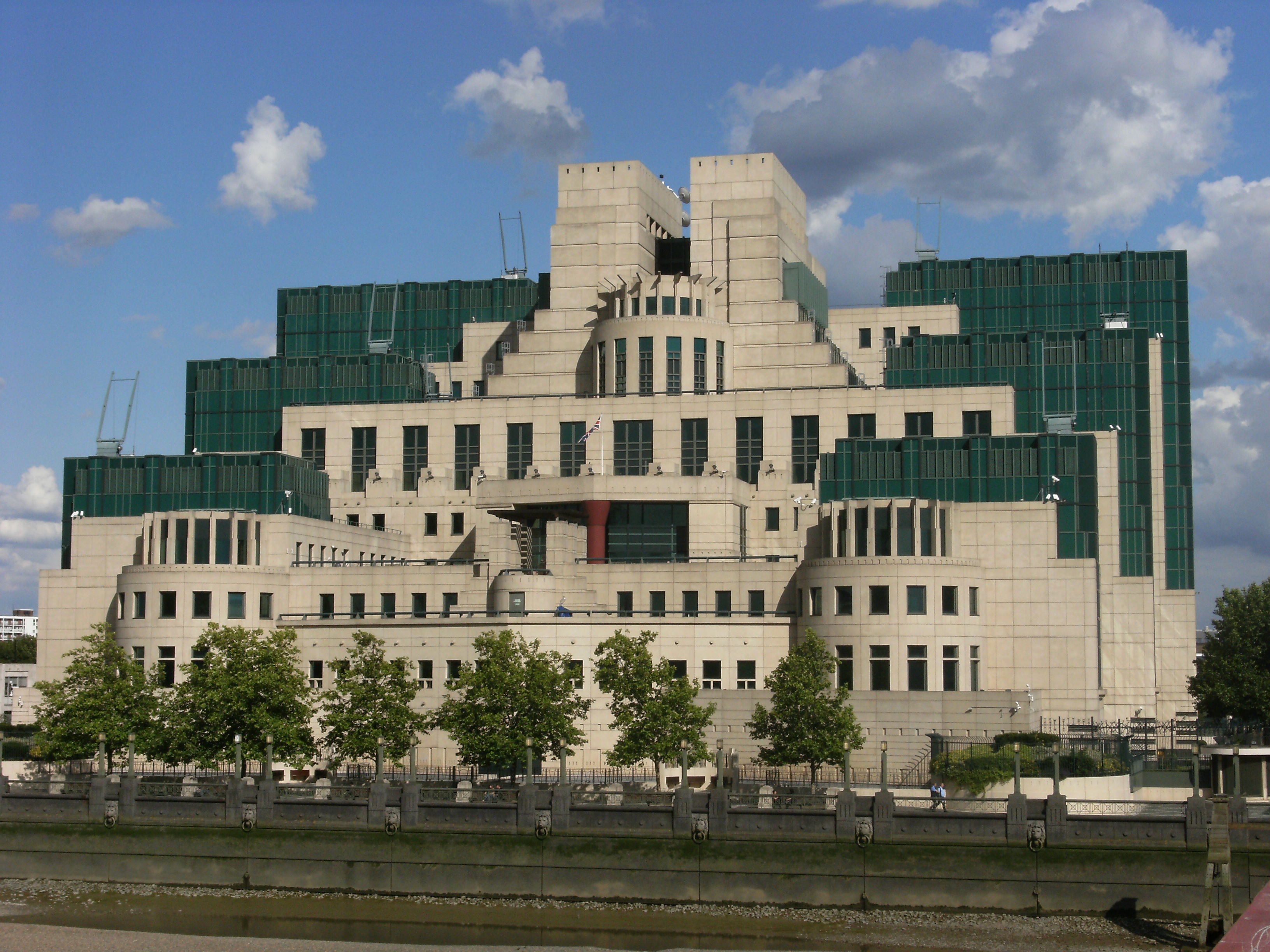
Siedziba SIS w Londynie, widziana z Vauxhall Bridge

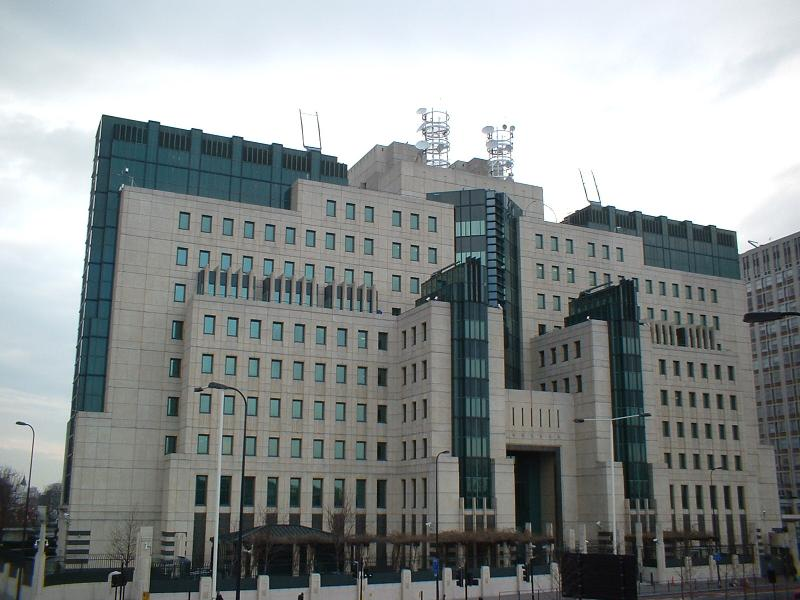
Tylna ściana budynku, widziana z Vauxhall Cross

Secret Intelligence Service (SIS, znana także jako MI6 – dawniej Military Intelligence section 6, wywiad wojskowy Sekcja 6) – brytyjska służba specjalna powołana w 1909 do prowadzenia wywiadu zagranicznego.

## Utworzenie MI6
Z inicjatywy Komitetu Obrony Imperium powołanego w 1909, utworzono 1 października 1909 Biuro Tajnej Służby. Podzielone zostało ono na dwie sekcje: sekcję wewnętrzną, z której wywodzi się służba bezpieczeństwa Security Service (inaczej MI5), oraz sekcję zagraniczną, działającą z początku jako wydział zagraniczny pod kodem „MI1(c)”. W 1921 przemianowano ją na MI6, Secret Intelligence Service (SIS).

## Zadania MI6
Zadaniem SIS jest interes Wielkiej Brytanii. Realizuje go swoimi reprezentantami metodą wywiadową ze źródeł, zasadniczo poza granicami. Jednak pracę także wykonuje w kraju (m.in. kierowanie instytucją). Instytucja gromadzi, przetwarza i analizuje polityczne, społeczne, ekonomiczne, techniczne i naukowe informacje. Działa w państwach i organizacjach będących w zainteresowaniu Zjednoczonego Królestwa Wielkiej Brytanii i Irlandii Północnej. Współpracuje z wieloma organizacjami swego państwa w tym z Foreign Office i Security Service.
Wywiad jest prowadzony pod osłoną systemu dyplomatycznego oraz przez skryte placówki (miejsca i personel bez immunitetu).

## I wojna światowa
W czasie I wojny światowej instytucja zajmowała się wywiadem głównie w Niemczech, z którymi nie mógł sobie poradzić personel wywiadowczy Brytyjskiego Korpusu Ekspedycyjnego we Francji. Secret Intelligence Service wspólnie z Security Service oraz Special Branch, aresztowały do końca wojny 22 szpiegów niemieckich. Pod koniec I wojny światowej wywiad brytyjski zaczął wspierać starania Aleksandra Kiereńskiego, który zabiegał o utworzenie nowego rządu w Rosji po abdykacji Cesarza Wszechrusi Mikołaja II Romanowa 16 marca 1917. Głównym punktem tej współpracy było utrzymanie Rosji w stanie wojny z Niemcami. Wsparcie wywiadu brytyjskiego dla Kiereńskiego polegało głównie na pomocy finansowej. Do tego celu utworzone zostało przez pierwszego dyrektora generalnego SIS, kontradmirała Mansfielda Cumminga specjalne biuro w Nowym Jorku. Lecz w Rosji przejęli władzę bolszewicy na czele z Włodzimierzem Leninem.
Od czasu utworzenia w 1909 do 1916 roku MI6 był jednym z działów Ministerstwa Spraw Zagranicznych. Od 1916 do końca I wojny światowej, czyli do roku 1918, MI1(c) podporządkowany był Ministerstwu Wojny, po zakończeniu działań wojennych przeszedł ponownie pod kontrolę Foreign Office.

## Dwudziestolecie międzywojenne
Po roku 1918, w wyczerpanej wojną i zapożyczonej Wielkiej Brytanii zaczęto ucinać wydatki na służby specjalne, co szczególnie dotknęło Secret Intelligence Service. Z powodu cięć finansowych SIS zmuszona została do zamknięcia swoich placówek w Madrycie, Lizbonie, Zurychu oraz Luksemburgu. W 1921 wydział zagraniczny zamieniono w Secret Intelligence Service jako główną agencję wywiadu zagranicznego Wielkiej Brytanii.
Za główne zagrożenie dla Imperium Brytyjskiego uważano Związek Radziecki. Mimo podpisania przez obie strony układu handlowego oraz zobowiązania się zaprzestania działalności szpiegowskiej przeciwko sobie, szefowie obu służb – Feliks Dzierżyński i Mansfield Cumming nie przestrzegali układu. Wkrótce po wykryciu przez Security Service (kontrwywiad) działalności wywiadu zagranicznego INO OGPU wśród ruchu komunistycznego w Wielkiej Brytanii, zwiększono działania wywiadowcze w ZSRR, głównie za pomocą przedstawicielstwa dyplomatycznego w tym kraju.
Na początku lat trzydziestych XX w. kierownictwo SIS za wszelką cenę próbowało ustalić, do jakiego poziomu doszła współpraca wojskowa między Związkiem Radzieckim a Niemcami, o której ich informował Oddział II Sztabu Generalnego Wojska Polskiego. Następnie, kiedy Niemcy rozpoczęli otwartą rozbudowę swoich sił zbrojnych, wywiadowcy SIS dokładali wszelkich starań, aby ustalić skalę ich intensywności, lecz środki dostępne wówczas dla instytucji były zbyt małe. Skupienie już ograniczonych środków SIS na działalności Związku Radzieckiego oraz Niemiec i ich zbrojeniach było główną przyczyną niewykrycia przez wywiad brytyjski przygotowań Włoch do inwazji na Albanię.

## II wojna światowa

### Incydent w Venlo
W listopadzie 1939 na stanowisku dyrektora MI6 stanął gen. mjr Stewart Menzies. Przed objęciem tego stanowiska Menzies nadzorował przejęcie od Biura Szyfrów i Radiowywiadu Oddziału II Sztabu Głównego Wojska Polskiego (w Pyrach pod Warszawą) dwóch egzemplarzy Enigmy, wraz z materiałami do kryptoanalizy. Deszyfratory, które skonstruowano następnie w Bletchley Park, powstały na podstawie otrzymanych wówczas od Polaków materiałów.
Początek na nowym stanowisku nie był zbyt udany dla Menziesa. 8 listopada 1939, a więc cztery dni po objęciu przez niego stanowiska dyrektora generalnego MI6 (4 listopada 1939), z holenderskiego miasteczka Venlo nad granicą z III Rzeszą, po zwabieniu podstępem, zostali porwani dwaj doświadczeni wysocy oficerowie MI6, kpt. S. Payne Best oraz mjr H. R. Stevens. Porwania dokonali funkcjonariusze służby bezpieczeństwa Sicherheitsdienst, pod przewodnictwem szefa wywiadu SS Waltera Schellenberga. Był to finał gry, którą Sicherheitsdienst, przedstawiając się jako spiskowcy – antynaziści, mający na celu obalenie Adolfa Hitlera, prowadziło z MI6. Porwanie dwóch wysokich oficerów było dużym ciosem dla kierownictwa MI6, tym bardziej że obaj kpt. Payne Best oraz mjr Stevens, wiedzieli bardzo dużo o operacjach MI6 i planach na przyszłość. Podczas przesłuchania na SD, Best i Stevens sypali informacjami, m.in. ujawnili większość europejskiej siatki MI6.

### Ultra
Mimo niezbyt udanych początków, dokonania MI6 w czasie II wojny światowej należy uznać za sukces. Operacja Ultra pozwoliła MI6 zaopatrywać przywódców i dowódców alianckich w obfite i szczegółowe informacje na temat potencjału militarnego III Rzeszy i Włoch oraz ich zamiarów.

### Współpraca z innymi służbami
Secret Intelligence Service w czasie wojny prowadziło ścisłą współpracę z innymi służbami brytyjskimi, m.in. ze Służbą Bezpieczeństwa MI5, Zarządem Operacji Specjalnych – SOE), jak i ich odpowiednikami w Stanach Zjednoczonych Ameryki, a głównie z Biurem Służb Strategicznych – OSS), z którym często dochodziło do sporów i rywalizacji. SIS otrzymała olbrzymi zasób informacji wywiadowczych o światowym teatrze działań wojennych. Uzyskała go dzięki doskonałej pracy m.in. polskiego wywiadu strefy wojskowej i cywilnej, choć już nie istniało państwo polskie.

### Struktura Organizacyjna MI6 w czasie II wojny światowej
MI6 w czasie II wojny światowej składało się z dwóch pionów:
- Pion 1: (Y) – (Sztab dowódczy)
  - Sekcja I – Polityczna
  - Sekcja II – Sił Lądowych
  - Sekcja III – Marynarki Wojennej
  - Sekcja IV – Lotnictwa
  - Sekcja V – Kontrwywiadu
  - Sekcja VI – Przemysłowa
  - Sekcja VII – Finansowa
  - Sekcja VIII – Łączności
  - Sekcja IX – Szyfrów
  - Sekcja X – Prasowa

W 1944 utworzono nową XI ds. Związku Radzieckiego, szefem sekcji mianowano Kima Philby’ego, byłego pracownika Sekcji Kontrwywiadu, który był jednym z tzw. siatki szpiegowskiej z Cambridge, działającej na rzecz Związku Radzieckiego.
- Pion 2 (YP) – Placówki zagraniczne
  - brak danych

## Zimna wojna

### Siatka szpiegowska Cambridge
Tajne służby Wielkiej Brytanii SIS oraz Security Service, wraz z zarządem, były głęboko penetrowane przez agentów tzw. Siatki szpiegowskiej z Cambridge, pracującej dla radzieckiego wywiadu zagranicznego NKWD INO. Wszystko wskazuje na to, że pierwszym zwerbowanym przez agentów NKWD w Wielkiej Brytanii był Anthony Blunt, który z kolei zwerbował Johna Cairncrossa i przynajmniej jeszcze jednego studenta z Cambridge, Leo Longa. Oficer NKWD prowadzący siatkę z Cambridge, Jurij Modin, stwierdził, że to Guy Burgess zwerbował Anthony’ego Blunta oraz innych i był głową całej siatki.
Guy Burgess, syn oficera Royal Navy, absolwent prestiżowych szkół, m.in. Królewskiej Marynarki Wojennej, Eton College oraz Cambridge, od 1939 pracował w Secret Intelligence Service (MI6) oraz w Special Operations Executive (Kierownictwo Operacji Specjalnych), zdradzając najtajniejsze sekrety Związkowi Radzieckiemu. Anthony Blunt, syn angielskiego duchownego, student matematyki i filozofii na uniwersytecie Cambridge, pracował w MI5, reprezentował ją na cotygodniowych spotkaniach Połączonego Komitetu Wywiadu (Joint Intelligence Committee), składając z tych spotkań cotygodniowy raport dla ZSRR. Podczas wojny nadzorował z ramienia MI5 zagraniczne placówki dyplomatyczne państw neutralnych w Londynie. Prawdopodobnie otwierał bagaże dyplomatów i fotografował ich zawartość.
Siatka szpiegowska z Cambridge pozostawiła długoletnią skazę na SIS.

### George Blake
George Blake, aktywny antynazista, podczas wojny pracował dla Special Operations Executive, następnie po II wojnie światowej zwerbowany do Secret Intelligence Service. Organizował siatki szpiegowskie we wschodniej Europie, m.in. w Berlinie Wschodnim. Wysłany do Seulu, dostał się do niewoli po wybuchu wojny koreańskiej. Tam zwerbowany przez wywiad północnokoreański, został przekazany radzieckiemu KGB. Podczas pracy w MI6 po powrocie z Korei Północnej wydał władzom Związku Radzieckiego ponad 40 agentów-informatorów, m.in. członków siatki MI6 w Berlinie Wschodnim, którą sam kiedyś organizował. George Blake poinformował KGB o planie „ operacji Gold”, polegającej na wybudowaniu tunelu z Berlina Zachodniego do radzieckiej strefy okupacyjnej w Berlinie Wschodnim i podłączenia się do wojskowych kabli telefonicznych centrali wojsk radzieckich w Berlinie Wschodnim. ZSRR postanowił nie przeszkadzać CIA i SIS, aby w ten sposób ochronić swe źródło informacji. Błędnie sądzili, że Blake dostarczy im dużo ważniejszych informacji, niż te, które stracą w tunelu.

## Sukcesy
Wydział wojskowy MI-6 zaangażowany był w przygotowanie na Węgrzech powstania. Przyszłych powstańców szkolono m.in. jak postępować z materiałami wybuchowymi i bronią palną. Powstanie wybuchło w 1956. Jednym z wielkich osiągnięć było zwerbowanie w 1960 roku pułkownika radzieckiego wywiadu wojskowego GRU, Olega Pienkowskiego. Brytyjski wywiad prowadził Pienkowskiego w porozumieniu z wywiadem amerykańskim – CIA. Oleg Pienkowski okazał się najbardziej wartościowym znanym agentem wywiadu zimnej wojny.
Latem 1992 Wasilij Mitrochin zapukał do drzwi Ambasady USA w Tallinnie, proponując kopie kilku tysięcy dokumentów z archiwów KGB. Centralna Agencja Wywiadowcza nie była zainteresowana ofertą i odesłała oferenta. Mitrochin postanowił zwrócić się do Brytyjczyków, którzy dali mu wiarę i zainteresowali się  jego archiwum. Przerzucono go dyskretnie do Wielkiej Brytanii i w siedzibie wysłuchano oferenta oraz przejrzano jego dokumenty. SIS była zadowolona ze źródła.
Jednym z Polaków zwerbowanych przez SIS był Adam Kaczmarzyk żołnierz 5 Pułku Łączności.

## Lata dziewięćdziesiąte XX w.
Po zakończeniu zimnej wojny, zaistniała rywalizacja z Amerykanami. Przełom nastąpił po atakach z 11 września 2001 roku na World Trade Center i Pentagon, Tajna Służba Wywiadowcza wsparła Centralną Agencją Wywiadowczą i inne służby na świecie, by zapobiec takim atakom.

## Szefowie
| kontradmirał Mansfield Smith-Cumming | 1909–1923 |
| admirał Hugh Sinclair                | 1923–1939 |
| gen. mjr Stewart Menzies             | 1939–1952 |
| gen. mjr John Sinclair               | 1953–1956 |
| sir Dick White                       | 1956–1968 |
| sir John Rennie                      | 1968–1973 |
| sir Maurice Oldfield                 | 1973–1978 |
| sir Dick Franks                      | 1979–1982 |
| sir Colin Figures                    | 1982–1985 |
| sir Christopher Curwen               | 1985–1989 |
| sir Colin McColl                     | 1989–1994 |
| sir David Spedding                   | 1994–1999 |
| sir Richard Dearlove                 | 1999–2004 |
| sir John Scarlett                    | 2004–2009 |
| sir John Sawers                      | 2009–2014 |
| Alex Younger                         | 2014–2020 |
| sir Richard Moore                    | od 2020   |

## W kulturze
- Fikcyjna postać literacka i filmowa komandor porucznik (commander) James Bond jest wywiadowcą SIS.
- W filmach Johnny English i Johnny English Reaktywacja główny bohater, Johnny English (Rowan Atkinson) jest niezdarnym agentem MI6 (w filmie nazwa zmieniona na MI7).
- MI6 występuje w grze Call of Duty: Modern Warfare 3 w misji „Odsunąć się od torów”.
- Co najmniej w trzech filmach budynek MI6 zostaje wysadzony: Świat to za mało, Skyfall i Spectre.
- W grze Saints Row IV dwie postacie, Matt i Asha, są agentami MI6.
- W filmie Atomic Blonde, główna bohaterka Lorraine Broughton jest tajną agentką MI6.
- W filmie Szybcy i wściekli: Hobbs i Shaw Hattie Shaw pracuje dla MI6
- W grze Call Of Duty Black Ops Cold War można wybrać MI6 w przebiegu służby
- W serialu Magnum: Detektyw z Hawajów główna postać Juliet Higgins jest byłym agentem MI6